# SN 1961K
SN 1961K – supernowa odkryta 4 czerwca 1961 roku w galaktyce MCG +03-31-25. W momencie odkrycia miała maksymalną jasność 16,30m.